# Elastoplastie
Die Elastoplastie ist ähnlich wie die Kyphoplastie ein minimalinvasives Verfahren zur Behandlung von Wirbelbrüchen.
Die Entwicklung der Elastoplastie mittels silikonelastischem VK100 kombiniert die Ergebnisse von Kypho- oder Vertebroplastie mit einem elastischen Füllstoff, der die Nachteile des PMMA, wie Gewebstoxizität, fehlendes Einwachsen in den spongiösen Knochen und zu hohe Steifheit, verbessern soll.
Die Gewebsverträglichkeit soll durch fehlende Hitzeentwicklung verbessert werden, ebenso dadurch eine Reduktion von Kreislaufbelastung, Embolien und Leckagen, da keine Monomere freigesetzt werden. Eine Reduktion von Anschlussfrakturen durch optimierten Elastizitätsmodulus soll gegeben sein;
keine intervertebrale Nekrose durch exotherme Reaktion, sondern Interdigitation mit Spongiosa und optimierte Belastungsverteilung des Wirbelkörpers.

## Indikation
Die Indikationen sind identisch mit denen für Kyphoplastie, also bei Wirbelbrüchen osteoporotischer, traumatischer oder tumoröser Pathogenese.

## Technik
Der Eingriff wird standardmäßig in Bauchlage unter Röntgendurchleuchtung durchgeführt. Eine Durchführung in Lokalanästhesie ist machbar, häufiger wird die Operation jedoch in Vollnarkose durchgeführt. Nach sterilem Abwaschen und Abdecken wird unter Röntgenkontrolle abhängig von der Technik eine oder zwei Kanülen über die Wirbelbögen in den Wirbelkörper eingebracht und anschließend das Wirbelkörperinnere für die Materialimplantation vorbereitet. Anschließend wird der eingebrochene Wirbelkörper mit silikonelastischem VK100 aufgefüllt.

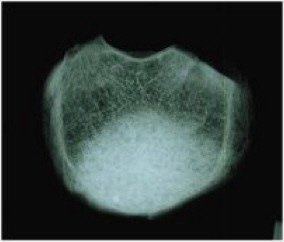
Mit vk100 aufgefüllter Wirbelkörper

## Komplikationen
Wesentliche Komplikationen einer Elastoplastie sind ähnlich wie bei der Kyphoplastie Austritte des noch nicht gefestigten Silikons aus dem Wirbelkörper in die anschließenden Gefäße und die damit verbundenen Komplikationen. In einer Studie kam es bei der Elastoplastie im Vergleich zu Kypho- und Vertebroplastie häufiger zum Auftreten einer Lungenarterienembolie.